# Homowo Regio
L'Homowo Regio è una struttura geologica della superficie di Cerere.